# Station Mława
 Station Mława  is een spoorwegstation in de Poolse plaats Mława.